# Cubiérettes
Cubiérettes is een gemeente in het Franse departement Lozère (regio Occitanie) en telt 54 inwoners (2009). De plaats maakt deel uit van het arrondissement Mende.

## Geografie
De oppervlakte van Cubiérettes bedraagt 11,2 km², de bevolkingsdichtheid is dus 4,8 inwoners per km².

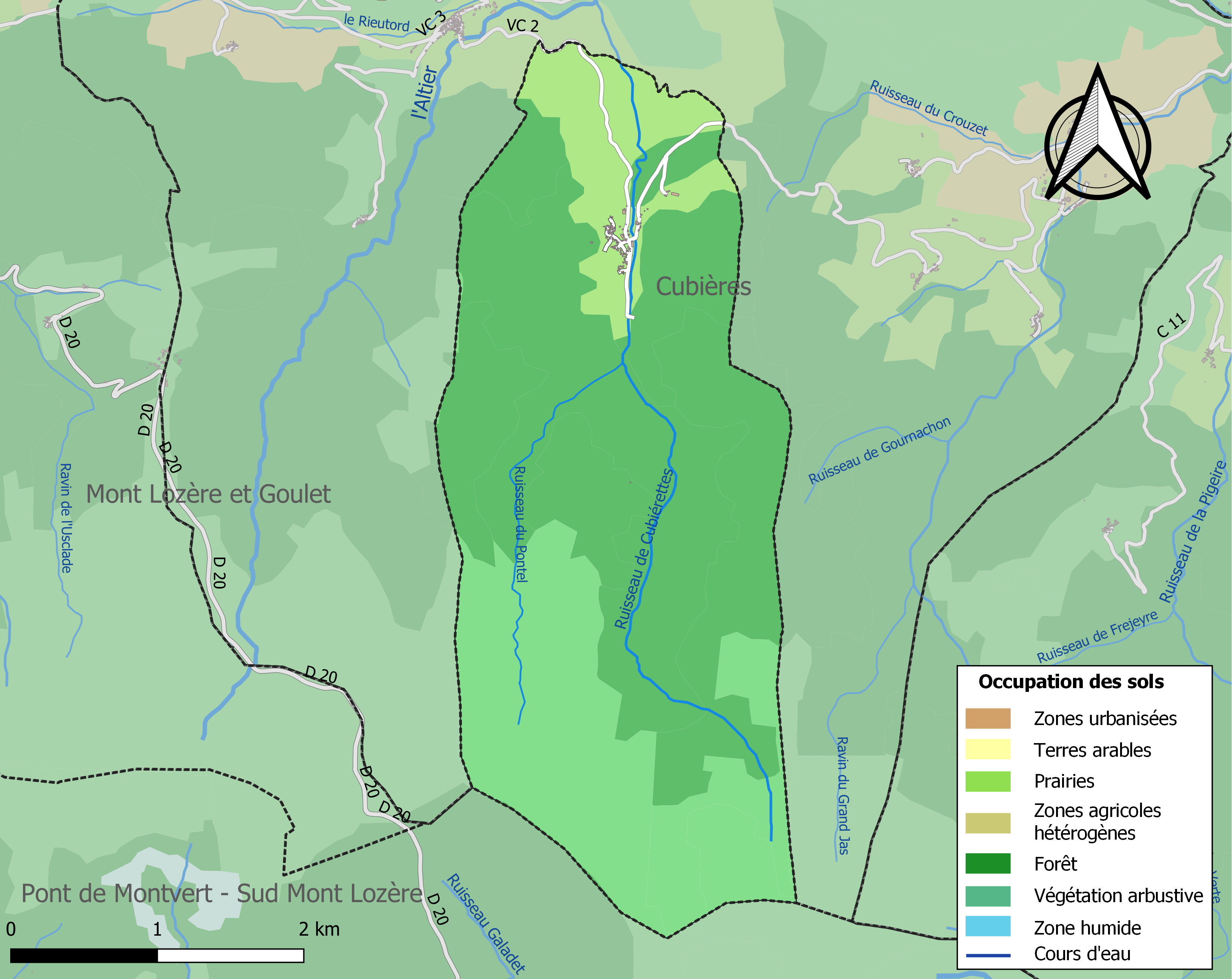
Kaart van de gemeente met de belangrijkste infrastructuur, bodemgebruik en omliggende gemeenten

## Demografie
Onderstaande figuur toont het verloop van het inwonertal (bron: INSEE-tellingen).